# 총력전
총력전(總力戰, 독일어: totaler krieg 토탈러 크리크[*], 영어: total war) 또는 전체전쟁(全體戰爭)은 국가가 전쟁 수행에 대해 가지는 국력을 총동원하여 싸우는 형태의 전쟁을 말한다.

## 개요
"총력전"이라는 단어는 1935년 출판된 독일 장군 에리히 루덴도르프의 제1차 세계대전 회고록에서 "Der totale Krieg"("총력전쟁")이라는 단어로 처음 등장한다. 몇 저자들은 총력전의 개념을 이보다 훨씬 전 카를 폰 클라우제비츠의 저작 전쟁론에서 쓰인 "absoluter Krieg"(절대전쟁)에서도 쓰였다고 하지만, 다른 이들은 이것이 클라우제비츠의 개념과 다른 해석이라고도 한다.
미국 공군 장성 커티스 르메이는 핵무기 개발이 시작됨에 따라 원자시대에 맞게 총력전의 개념을 수정했다. 1949년, 그는 원자시대의 총력전은 국가 전체의 모든 핵무기를 동원한 단 한번의 공격으로 "국가를 죽이는 것"이 될 것이라고 개념을 소개했다.

## 예시

### 제2차 세계대전

#### 일본 제국
생산력을 높이기 위하여 일본제국은 약 100만명 이상의 무임금 노역자들을 이용하였고, 1,800만명의 동아시아인들을 강제 노역에 동원하였다.

#### 나치 독일

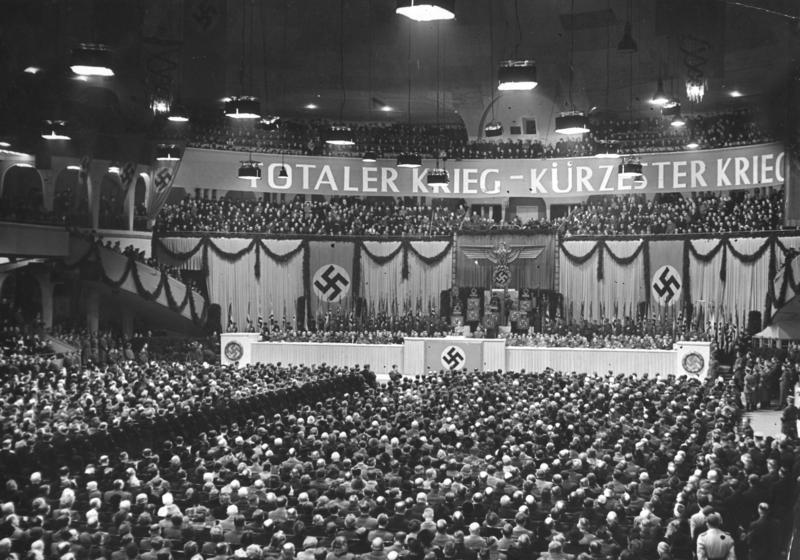
1943년 2월 18일, 베를린 스포츠궁전에서 열린 나치당 집회. 대형 현수막에 "Totaler Krieg – Kürzester Krieg" ("총력전쟁 - 최단전쟁")이라고 적혀있다.

나치 독일은 전격전의 개념으로 전쟁을 개시했다. 1943년 2월 18일, 베를린 스포츠궁전에서 요제프 괴벨스의 총력전 연설이 있기 전까지 나치 독일은 공식적인 총력전 상태에 있지 않았다.
1942년 3월, 요제프 괴벨스와 아돌프 히틀러는 국내 전선 전체를 전시체제에 두는 괴벨스의 계획에 대하여 이야기했다. 히틀러는 괴벨스가 제시한 개념에 동의했지만 실질적인 행동을 전혀하지 않았다. 1942년 10월, 군수장관 알베르트 슈페어, 경제장관 발터 풍크와 독일노동전선의 총재 로베르트 라이는 괴벨스를 지지하며 히틀러가 행동을 개시하도록 압박했다. 하지만 히틀러는 표면적으로만 동의할 뿐 계속해서 주저하는 태도를 보였다. 1942년 휴가시즌 이후, 히틀러는 그의 개인비서인 마르틴 보어만을 요제프 괴벨스와 국가수상부장 한스 라머스와 함께 주어진 질의들을 논의하도록 보냈다. 결과적으로 보어만은 괴벨스에게 필요한 칙령의 초안을 작성하도록 했다. 히틀러는 괴벨스와 총격전 개념에 대해 이야기한지 거의 1년 뒤인 1943년 1월 13일, 해당 법령에 서명했다. 법안이 발효됨에 따라 마르틴 보어만, 한스 라머스, 빌헬름 카이텔이 감독자로, 요제프 괴벨스와 알베르트 슈페어를 자문으로 하는 운영위원회가 설치되었다. 한편 히틀러는 이러한 총력전 계획에 대하여 무관심했다. 다음달 2월, 베를린 스포츠궁전에서 열린 나치당 집권 10주년 기념집회에서 요제프 괴벨스는 유명한 "총력전 연설"을 한다.

"총력전을 원하는가? 필요하다면, 오늘날에는 상상도 하지 못할 더욱 총력적이고 급진적인 전쟁을 원하는가?

## 억제
국제사회의 동태(動態)는 그 모든 발전단계를 통하여 투쟁과 협조, 전쟁과 평화의 교체로 특징지어져 왔으나 인류는 전쟁없는 영원한 평화를 갈구해 왔다. 그리하여 오랜 진화과정을 거친 끝에 2차대전 후에는 유엔이라는 세계기구가 국제평화와 안전의 유지 및 국제분쟁의 평화적 해결을 위해 노력해 왔다. 전후 동서 냉전을 기축(機軸)으로 국제정치구조가 양극화되고 또한 1960년대 이후로 다원화되어 오는 동안 유엔은 그의 일차적 목적인 국제평화와 안전의 유지에 있어 제대로 기능을 발휘치 못하고 이러한 상황아래 유엔의 보편적 집단안보체제도 신성동맹(神聖同盟)의 현대판에 불과한 것으로 전락되고, 그 대신 지역적 집단안보기구가 많이 창설되었으나 이는 대립진영간에 동맹과 반동맹(反同盟)을 촉진시키는 악순환을 낳고 말았다. 그러나 유엔의 존재는 파국적인 세계 제3차대전의 발생을 억제하는 도의적 안전판의 역할을 해 온 것이 사실이다. 그리고 2차대전 후에 있어서의 핵무기의 이례적 발전은 '공포의 균형'을 낳아 서로 군사력을 억제하게 됨으로써 세계대전까지 이르게 하지 않는 자제기능(自制機能)을 해 왔음이 인정된다.

## 같이 보기
- 소모전
- 한정 전쟁
- 총동원
- 에리히 루덴도르프
- 에른스트 윙거
- 국가 총동원법
- 군산 복합체
- 맨해튼 계획